# 李健 (1989年)
李健（1989年3月1日—），男，广东佛山人，中国和厄瓜多尔混血足球运动员，司职中场。

## 生平

### 俱乐部生涯
2006年，李健是佛山队参加第十二届广东省运动会足球比赛的球员，并被选入广东日之泉征战2007年中国足球乙级联赛，他在2008赛季帮助球队以联赛亚军的成绩升上中国足球甲级联赛。2009年，李健入选以广东日之泉为班底的广东全运队，参加在山东举行的第十一屆全運會，并获得亚军。
2009年6月27日，他在广东日之泉主场4比2击败上海东亚的比赛中射进个人的首个中甲联赛进球。

## 家庭
李健的父亲是中国人，母亲是厄瓜多尔人。